# 36-os busz (Miskolc)
A miskolci 36-os busz az Avas kilátó és Repülőtér/BOSCH kapcsolatát látja el. A viszonylatot a Miskolc Városi Közlekedési Zrt. üzemelteti.

## Története
1984–1997 között az Avas kilátó és a Diósgyőri Vas- és Gépgyár (DIGÉP) között közlekedett.
A járat 1984. június 1-jén indult. Eredetileg a Hideg soron át járt volna, de forgalombiztonsági és üzemi problémák, valamint az út járhatatlansága miatt a járat terelt vonalon közlekedett a Belvároson át. Ez végül 1997. május 1-jétől útja jelentősen lerövidült, csak az Erzsébet térig közlekedett (itt volt a vele részben azonos útvonalú, 1997 elején megszűnt 37-es busz végállomása). 1997. május 14-én meghosszabbították a járatot a Nagyváthy utcáig az Avas városközpont érintésével.
A járat 2006. december 31-én az átszervezés miatt megszűnt.
Az MVK Zrt. által kezdeményezett 2020-as társadalmi egyeztetésen belül szerepelt a járat újraindítása, azonban semmi köze nem lett volna a megszűnt változathoz. Továbbá, garázsmeneti járata is lett volna 36G jelzéssel. A járat és a meghirdetett garázsmenete végül a társadalmi egyeztetésben feltüntetett formájában nem lett bevezetve elutasítottság miatt.
2023. október 14-től a 35R jelzésű autóbuszjárat átszámozásra került 36-osra, s a járatsűrűséget jelentősen megnövelték.

## Megállóhelyei
| 0  | Avas kilátó végállomás     | 31 | 29, 30, 31, 32, 34, 35, 39, Auchan 2                   |
| 1  | Leszih Andor utca          | 30 | 29, 30, 31, 32, 34, 35, 39, Auchan 2                   |
| 2  | Hajós Alfréd utca          | 29 | 29, 30, 31, 32, 34, 35, 39, Auchan 2                   |
| 4  | Mednyánszky utca           | 28 | 29, 30, 31, 32, 34, 35, 39, Auchan 2                   |
| 6  | Ifjúság útja               | 27 | 20B, 29, 30, 31, 32, 34, 35, 39, Auchan 2              |
| 7  | Avas városközpont          | 25 | 20B, 29, 30, 31, 32, 34, 35, 39, Auchan 2              |
| 9  | Sályi István utca          | 23 | 20B, 29, 30, 31, 32, 34, 35, 39, Auchan 2              |
| 10 | Szentgyörgy út             | 21 | 12, 20, 20A, 20B, 29, 30, 31, 32, 34, 35, 39, Auchan 2 |
| 12 | Vasúti felüljáró           | 19 | 12, 20A, 24, 30, 32, 34                                |
| 15 | Tapolcai elágazás          | 18 | 4, 12, 14, 20, 20A, 24, 30, 32, 34, 43, 44, 45, 914    |
| 16 | Petneházy-bérházak         | 16 | 12, 14, 20, 20A, 24, 30, 31, 34, 43, 44, 914           |
| 18 | SZTK Rendelő               | 15 | 12, 14, 20, 20A, 24, 30, 31, 34, 43, 44, 914           |
| 20 | Népkert                    | 13 | 12, 14, 20, 20A, 20B, 34, 35, 43, 44, 914              |
| 22 | Villanyrendőr              | 11 | 14, 28, 34, 35, 43, 44, Auchan 1, 914 1, 1A, 2         |
| 23 | Hősök tere                 | 10 | 14, 28, 34, 35, 43, 44, 914                            |
| 25 | Petőfi tér                 | 9  | 1, 11, 12, 14, 20, 54, 101B, 1G, 12G, 14G, 34G         |
| 27 | Szeles utca                | ∫  | 12, 14, 20, 54, 12G, 14G, 914                          |
| 28 | Álmos utca                 | 7  | 12, 14, 20, 54, 12G, 14G, 914                          |
| 29 | Levente vezér utca         | 6  | 12, 14, 20, 54, 12G, 14G, 914                          |
| 31 | Megyei Kórház              | 4  | 3A, 12, 14, 20, 24, 54, 12G, 14G, 914                  |
| 33 | Napsugár Otthon            | 2  | 3A, 12, 14, 20, 24, 54, 12G, 14G, 914                  |
| 35 | Repülőtér/BOSCH végállomás | 0  | 3A, 8, 12, 14, 20, 24, 54, 12G, 914                    |

## Útvonalak
1984
Avas kilátó–Leszih A. u.–Hajós I. u.–Mednyánszky u.–Ifjúság u.–Wesselényi u.–Tímár malom u.–Kiss Ernő u.–Vasgyári u.–Vasgyár–DIGÉP
1985 – 1997. 04. 30.
Avas kilátó–Leszih A. u.–Hajós I. u.–Mednyánszky u.–Ifjúság u.–Derkovits u.–Népkert–Szemere u.–Szabadság/Erzsébet tér–Teleki u.–Nagyváthy u.–Wesselényi u.–Tímár malom u.–Kiss E. u.–Vasgyári u.–Vasgyár–DIGÉP
1997. 05. 01. – 05. 13.
Avas kilátó–Leszih A. u.–Hajós I. u.–Mednyánszky u.–Avas vk. (kifelé)–Ifjúság u. (befelé)–Ifjúság u. (kifelé)–Avas vk. (befelé)–Derkovits u.–Népkert–Szemere u.–Erzsébet tér
1997 – 2006
Avas kilátó–Leszih A. u.–Hajós I. u.–Mednyánszky u.–Ifjúság u.–Avas vk.–Ifjúság u.–Derkovits u.–Népkert–Szemere u.–Erzsébet tér–Teleki u.–Nagyváthy u.
2023. 10. 14. –
Avas kilátó–Leszih A. u.–Hajós A. u.–Mednyánszky u.–Ifjúság u.–Avas vk.-Szentgyörgy út-Vasúti felüljáró-Tapolcai elágazás-Petneházy bérházak-SZTK Rendelő-Népkert-Villanyrendőr-Hősök tere-Petőfi tér-Szeles utca (Repülőtér felé)-Álmos utca-Levente vezér utca-Megyei Kórház-Napsugár Otthon-Repülőtér/BOSCH